# Asandalum hanfi
Asandalum hanfi är en mångfotingart som beskrevs av Carl Graf Attems. Asandalum hanfi ingår i släktet Asandalum och familjen knöldubbelfotingar. Inga underarter finns listade i Catalogue of Life.